# Paquetá
Paquetá ist ein Stadtviertel von Rio de Janeiro, das sich auf der gleichnamigen Insel innerhalb der Bucht von Guanabara befindet.

## Geschichte
Die Insel Paquetá wurde 1555 während der französischen Expedition von Nicolas Durand de Villegagnon durch den Kosmographen André Thevet entdeckt. Erst am 18. Dezember 1556 wurde Thevets Entdeckung durch den französischen König anerkannt, wodurch dieses Datum zum Jahrestag der Insel wurde. Mit dem Sieg der Portugiesen über die Franzosen ging die Insel 1565, in dem Jahr in dem auch Rio de Janeiro gegründet wurde, in portugiesischen Besitz über.
Die Insel ist autofrei, lediglich der Verkehr von Fahrrädern und Pferdegespannen ist erlaubt.

## Name
Der Name der Insel stammt aus der indianischen Tupi-Sprache und hat die Bedeutung von „viele Muscheln“, was auf die zahlreichen Muscheln an den Stränden der Insel hindeutet.

## Natur
Auf Paquetá befinden sich zwanzig Affenbrotbäume (Baobabs), die einzigen Exemplare in Brasilien. Einer von ihnen wird als „Maria Gorda“ (fette Maria) bezeichnet, und von den Einwohnern als Glücksbringer geküsst.